# Vecchia cricca del Guangxi
La Vecchia cricca del Guangxi fu una delle più potenti cricche della Repubblica di Cina con sede nella regione del Guangxi. 

## Storia
Durante il periodo dei signori della guerra, Guangxi divenne la base di una delle più potenti cricche di Cina. Era capeggiata da Lu Rongting (陆荣廷), e controllava le province di Hunan e Guangdong. Assieme alla cricca dello Yunnan, formò il centro dell'opposizione alle ambizioni monarchiche di Yuan Shikai durante la guerra di protezione nazionale.
Con lo Yunnan e il Partito rivoluzionario cinese di Sun Yat-sen, diede inizio al Movimento di protezione della costituzione. Rapidamente entrò in disaccordo con Sun e lo spodestò. Sun, Chen Jiongming e la cricca dello Yunnan li sconfissero, poi, nella Guerra Guangdong-Guangxi. La Vecchia cricca di Guangxi si sbriciolò all'inizio degli anni 1920 e fu sostituita dalla Nuova cricca del Guangxi, favorevole a Sun.